# Фурнье, Жорж
Жорж Фурнье́ (фр. Georges Fournier; 1595 год — 13 апреля 1652 года) — французский иезуит; картограф, навигатор и математик. Разрабатывал идею использования металла для постройки судов и подводных лодок.

## Биография
Сын учителя; капеллан на флагмане французского королевского флота «La Couronne». В 1638 году участвовал в морских сражениях с испанским флотом у берегов Нидерландов.
Профессор математики в коллеже Ла Флеш с 1629 по 1640 годы, обучал Рене Декарта.

## Труды
Автор научных работ по географии, судоходству и математике.
- Фундаментальный труд «Hydrographie, contenant la théorie et la pratique de toutes les parties de la navigation» посвященную навигации и судостроению (1643).
- Traité des fortifications ou architecture militaire, tiré des places les plus estimées de ce temps, pour les fortifications (Париж, 1648)
- «Теологические, физические, нравственные и математические проблемы подводного плавания»[2]

## Память
В 1935 г. Международный астрономический союз присвоил имя Фурнье кратеру на видимой стороне Луны.